# Derovatellus natalensis
Derovatellus natalensis är en skalbaggsart som beskrevs av Omer-cooper 1965. Derovatellus natalensis ingår i släktet Derovatellus och familjen dykare. Inga underarter finns listade i Catalogue of Life.